# اوالد والچ
اوالد والچ (آلمانی: Ewald Walch؛ زادهٔ ۱۸ اوت ۱۹۴۰) لژسوار اهل اتریش است.
او از  اواسط دهه 1950 تا اوایل دهه 1970 در مسابقات شرکت می کرد در دو المپیک زمستانی حضور داشت و مدال نقره دو نفره مردان را در بازی‌های المپیک زمستانی 1968 در گرنوبل به دست آورد.